# Wydział Fizyki Politechniki Warszawskiej
Wydział Fizyki Politechniki Warszawskiej został utworzony w 1999 roku z istniejącego Instytutu Fizyki przy Wydziale Fizyki Technicznej i Matematyki Stosowanej. Znajduje się na terenie centralnym uczelni przy ul. Koszykowej 75.

## Historia
Wydział Fizyki jest jednym z najmłodszych wydziałów Politechniki Warszawskiej utworzonym w wyniku podziału Wydziału Fizyki Technicznej i Matematyki Stosowanej i kontynuującym jego tradycje.
Nauczanie fizyki w obecnym Gmachu Fizyki Politechniki Warszawskiej ma już ponad stuletnią tradycję. Pierwszym wykładowcą fizyki był profesor Wiktor Biernacki. Spośród wybitnych fizyków, którzy w szczególny sposób przyczynili się do rozwoju fizyki na Politechnice Warszawskiej należy wymienić w kolejności chronologicznej Profesorów: Józefa Wierusza-Kowalskiego, Stanisława Kalinowskiego, Mieczysława Wolfkego, Wacława Szymanowskiego, Szczepana Szczeniowskiego i Bohdana Karczewskiego. Pierwszą Katedrę Fizyki Doświadczalnej utworzono w 1919 – po otrzymaniu przez Politechnikę Warszawską statusu uczelni akademickiej. W 1921 powstaje druga katedra Fizyki. Po zakończeniu wojny, liczba katedr Fizyki wzrasta do czterech (trzy katedry na terenie centralnym i jedna na terenie południowym).
Instytut Fizyki Politechniki Warszawskiej powstał 1 września 1965. Jego zadaniem miało być usprawnienie i zintensyfikowanie działalności dydaktycznej i naukowej prowadzonej przez cztery katedry Fizyki rozrzucone po różnych wydziałach Uczelni. W roku 1970 w wyniku kompleksowej reorganizacji Politechniki Warszawskiej polegającej na zastąpieniu struktury katedralnej strukturą instytutową, Instytut Fizyki stał się jednolitą międzywydziałową jednostką zatrudniającą około 180 osób (w tym 2 profesorów, 10 docentów oraz około 100 pozostałych pracowników naukowo-dydaktycznych).
Rozwój fizyki na Politechnice Warszawskiej kształtował się we współpracy i konstruktywnej rywalizacji z innymi ośrodkami fizyki w Warszawie takimi jak Uniwersytet Warszawski i Instytut Fizyki PAN.
Władze Uczelni zawsze doceniały fundamentalny charakter wiedzy fizycznej w kształceniu inżyniera. Znalazło to swoje odbicie w powołaniu do życia w 1975 Wydziału Fizyki Technicznej i Matematyki Stosowanej, w skład którego weszły dwa instytuty ogólnouczelniane – Instytut Fizyki i Instytut Matematyki. 1 września 1999 roku Instytut Fizyki przekształcony został w Wydział Fizyki, powołany do samodzielnego organizowania i prowadzenia ogólnouczelnianej działalności dydaktycznej i naukowej.

## Władze Wydziału
Władze Wydziału Fizyki w kadencji 2020–2024
- Dziekan – dr hab. inż. Wojciech Wróbel, prof. uczelni
- Prodziekan ds. Ogólnych – dr inż. Przemysław Duda, prof. uczelni
- Prodziekan ds. Nauki i Rozwoju – prof. dr hab. inż. Mariusz Zdrojek
- Prodziekan ds. Kształcenia – dr hab. inż. Katarzyna Rutkowska, prof. uczelni
- Prodziekan ds. Studenckich – dr inż. Agnieszka Siemion

## Zakłady naukowe
- Fizyki Układów Złożonych
- Optyki i Fotoniki
- Półprzewodników
- Joniki Ciała Stałego
- Badań Strukturalnych
- Badań Wysokociśnieniowych
- Fizyki Jądrowej

## Samodzielna Pracownia
- Fizyka w Ekonomii i Naukach Społecznych

## Kierunki studiów I stopnia (inżynierskich)
- Fizyka Techniczna
  - Materiały i Nanostruktury
  - Optoelektronika
  - Fizyka Komputerowa
  - Fizyka Medyczna
- Fotonika

## Kierunki studiów II stopnia (magisterskich)
- Photonics
- Fizyka Techniczna
  - Eksploracja Danych i Modelowanie Interdyscyplinarne
  - Fizyka Medyczna
  - Fizyka i Technika Jądrowa
  - Fizyka Zaawansowanych Materiałów
  - Optyka Stosowana

## Kierunki studiów III stopnia (doktoranckich)
- Doktor Nauk Fizycznych
  - Fizyka Układów Złożonych
  - Optyka
  - Fizyka Ciała Stałego
  - Fizyka Jądrowa

## Organizacje Studenckie
- Wydziałowa Rada Samorządu
- Koło Naukowe Fizyki Komputerowej
- Koło Naukowe Fizyków
- Koło Naukowe Muzyka i Akustyka
- Koło Naukowe Optyki i Fotoniki